# Сельское поселение Рыткучи
Се́льское поселе́ние Рыткучи — упразднённое муниципальное образование в Чаунском районе Чукотского автономного округа Российской Федерации.
Административный центр — село Рыткучи.

## История
Статус и границы сельского поселения установлены Законом Чукотского автономного округа от 29 ноября 2004 года № 46-ОЗ «О статусе, границах и административных центрах муниципальных образований на территории Чаунского района Чукотского автономного округа»
Законом Чукотского автономного округа от 8 июня 2015 года № 50-ОЗ, все муниципальные образования Чаунского района — городское поселение Певек, сельское поселение Айон, сельское поселение Биллингс, сельское поселение Рыткучи — были объединены в городской округ Певек.

## Население
| 2010 | 2012 | 2013 | 2014 | 2015 |
| ---- | ---- | ---- | ---- | ---- |
| 517  | ↘495 | ↘483 | ↘472 | ↘464 |

## Состав сельского поселения
| № | Населённый пункт | Тип населённого пункта       | Население |
| - | ---------------- | ---------------------------- | --------- |
| 1 | Рыткучи          | село, административный центр | ↘396      |